# Annemarie Jorritsma

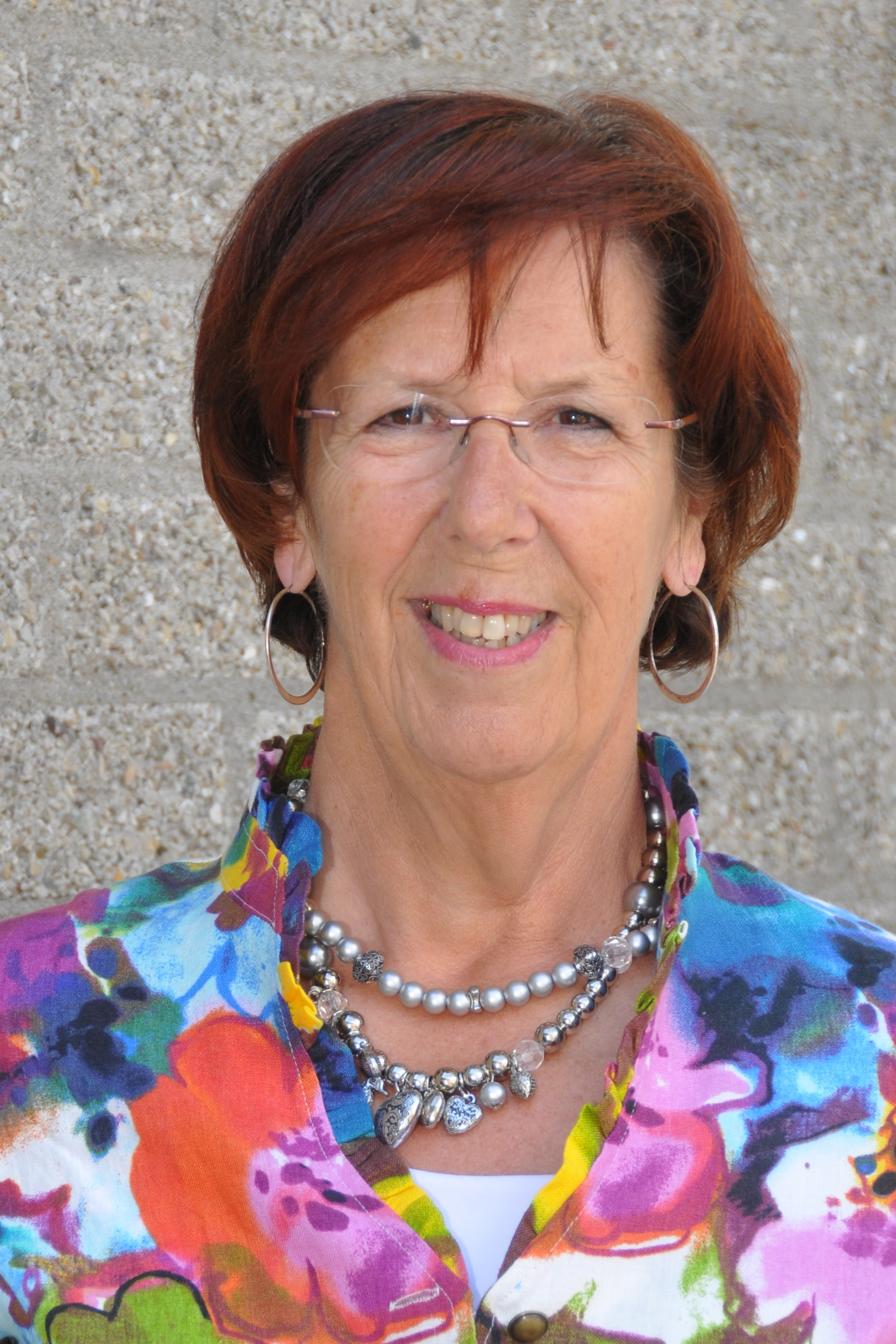
Annemarie Jorritsma

Annemarie Jorritsma-Lebbink (* 1. Juni 1950 in Hengelo, Bronckhorst) ist eine niederländische Politikerin (VVD). Von 1994 bis 1998 war sie Ministerin für Verkehr und Wasserwege, danach für vier Jahre Wirtschaftsministerin und stellvertretende Ministerpräsidentin der Niederlande. Sie war von 2003 bis September 2015 Bürgermeisterin der Stadt Almere und europäische Vorsitzende des Rates der Gemeinden und Regionen Europas.
Die mennonitische Tochter eines Müllers begann ihre politische Karriere 1973, als sie Mitglied der Volkspartij voor Vrijheid en Democratie wurde. 1982 wurde sie in die Zweite Kammer des niederländischen Parlaments gewählt. Im Jahr 1994 berief der damalige Ministerpräsident Wim Kok sie als Ministerin für Verkehr und Wasserwege in sein Kabinett. Bei der Neubildung des Kabinetts nach den Parlamentswahlen 1998 wurde Jorritsma Ministerin für wirtschaftliche Angelegenheiten und stellvertretende Ministerpräsidentin der Niederlande.
Für ihr beherztes Vorgehen bei der Verbesserung der Deichanlagen wurde Jorritsma am 7. Oktober 1997 mit dem Jacoba-van-Beieren-Preis ausgezeichnet.
Im August 2003 wurde sie Bürgermeisterin von Almere (bis 2015), nachdem sie davor kommissarisch das Bürgermeisteramt in Delfzijl innegehabt hatte. Ab 2008 war sie auch Vorsitzende des niederländischen Gemeindebundes VNG.
In den Jahren 2015 bis 2023 war sie Mitglied der Ersten Kammer. Nach den Wahlen zur Zweiten Kammer 2021 fungierte sie mit Kajsa Ollongren (D66) anfänglich als verkenner. Jorritsma und Ollongren hatten also die Aufgabe, mit Blick auf eine Kabinettsbildung mit den Kammerfraktionen zu sprechen. Beide gaben die Aufgabe vorzeitig zurück, weil durch einen Fehler Ollongrens öffentlich geworden ist, dass über die politische Zukunft des kritischen CDA-Abgeordneten Pieter Omtzigt geredet worden ist. Die beiden verkenners hatten geleugnet, dass Omtzigt ein Thema bei den Verhandlungen gewesen ist.
Anfang 2004 folgte sie J. Verhaegen als Vorsitzende des Aufsichtsrates von Interpay nach, einem gemeinschaftlichen Unternehmen der niederländischen Banken zur Abwicklung des elektronischen Zahlungsverkehrs. Sie ist damit die erste nicht aus der Bankenwelt stammende Aufsichtsratsvorsitzende dieser Firma.

## Belege
1. ↑  Der RGRE stellt sich vor. (Memento des Originals vom 17. Juni 2014 im Internet Archive)  Info: Der Archivlink wurde automatisch eingesetzt und noch nicht geprüft. Bitte prüfe Original- und Archivlink gemäß Anleitung und entferne dann diesen Hinweis. In: RGRE.de.

| Personendaten    | Personendaten                                     |
| ---------------- | ------------------------------------------------- |
| NAME             | Jorritsma, Annemarie                              |
| ALTERNATIVNAMEN  | Jorritsma-Lebbink, Annemarie (vollständiger Name) |
| KURZBESCHREIBUNG | niederländische Politikerin (VVD)                 |
| GEBURTSDATUM     | 1. Juni 1950                                      |
| GEBURTSORT       | Hengelo, Niederlande                              |